# Жужемберк
Жужемберк (словен. Žužemberk) — поселення в общині Жужемберк, регіон Південно-Східна Словенія, Словенія. Висота над рівнем моря: 239,5 м.